# Seis días de Launceston
Los Seis días de Launceston fue una carrera de ciclismo en pista, de la modalidad de seis días, que se disputaba en Launceston (Australia). Su primera edición data del 1961 y se disputó hasta 1987.

## Palmarés
| Año       | Ganadores                       | Segundos                          | Terceros                        |
| --------- | ------------------------------- | --------------------------------- | ------------------------------- |
| 1961      | Ron Grenda Fred Roche           | Peter Panton Claus Stiefler       | Keith Reynolds John Young       |
| 1962      | John Green John Young           | Sydney Patterson Barry Waddell    | Ron Grenda Ronald Murray        |
| 1963      | Warwick Dalton Giuseppe Ogna    | Alan McLennan Robert Ryan         | Ronald Murray Keith Reynolds    |
| 1964      | William Lawrie Peter Panton     | Ron Grenda John Young             | Sydney Patterson Ronald Murray  |
| 1965      | Ian Chapman Barry Waddell       | Graeme Gilmore John Young         | Ron Grenda Oskar Plattner       |
| 1966      | John Perry Ian Stringer         | Ron Grenda Sydney Patterson       | Ian Campbell Barry Waddell      |
| 1967      | Graeme Gilmore Sydney Patterson | Vic Browne Barry Waddell          | Ian Campbell Ian Stringer       |
| 1968      | John Oliver Robert Ryan         | Ian Stringer Barry Waddell        | Graeme Gilmore Sydney Patterson |
| 1969      | Keith Oliver Robert Whetters    | Ian Stringer Kevin Morgan         | Barry Waddell Robert Ryan       |
| 1970      | Tony Kelliher Don Richards      | Bill Brooks Hilton Clarke         | Giordano Turrini Charly Walsh   |
| 1971      | Keith Oliver Ian Stringer       | Hilton Clarke Barry Waddell       | Robert Whetters Robert Ryan     |
| 1972      | Keith Oliver Robert Whetters    | Geoff Edmonds Geoff Forbes        | Don Campbell Robert Ryan        |
| 1973-1977 | ediciones no realizadas         |                                   |                                 |
| 1978      | Frank Atkins Laurie Venn        | Neville Allison Graeme Hodgkiss   | Craig Price Charly Walsh        |
| 1979      | Murray Hall David Sanders       | Len Hammond Terry Hammond         | Malcolm Hill Keith Oliver       |
| 1980      | Murray Hall David Sanders       | David Allan Philip Sawyer         | Graeme Hodgkiss Marc Osborne    |
| 1981      | Wayne Hildred Paul Medhurst     | David Allan Peter Delongville     | Urs Freuler Craig Price         |
| 1982      | Philip Sawyer Shane Sutton      | Hans Känel Gary Sutton            | Terry Hammond Paul Pearson      |
| 1983      | Hans Känel Urs Freuler          | Shane Sutton Gary Sutton          | Terry Hammond Philip Sawyer     |
| 1984      | Geoff Skaines Shane Sutton      | Glenn Clarke Phil Thomas          | Shane Bannon Götz Heine         |
| 1985      | edición no realizada            |                                   |                                 |
| 1986      | Danny Clark Anthony Doyle       | Donald Allan Gary Wiggins         | Tom Sawyer Stan Tourné          |
| 1987      | Michael Grenda Tom Sawyer       | Dieter Giebken Joachim Schlaphoff | Craig Price Rick Sloane         |